# Hardy (Arkansas)
Hardy est une ville située dans l’État américain de l'Arkansas, dans le comté de Sharp et le comté de Fulton.

## Histoire

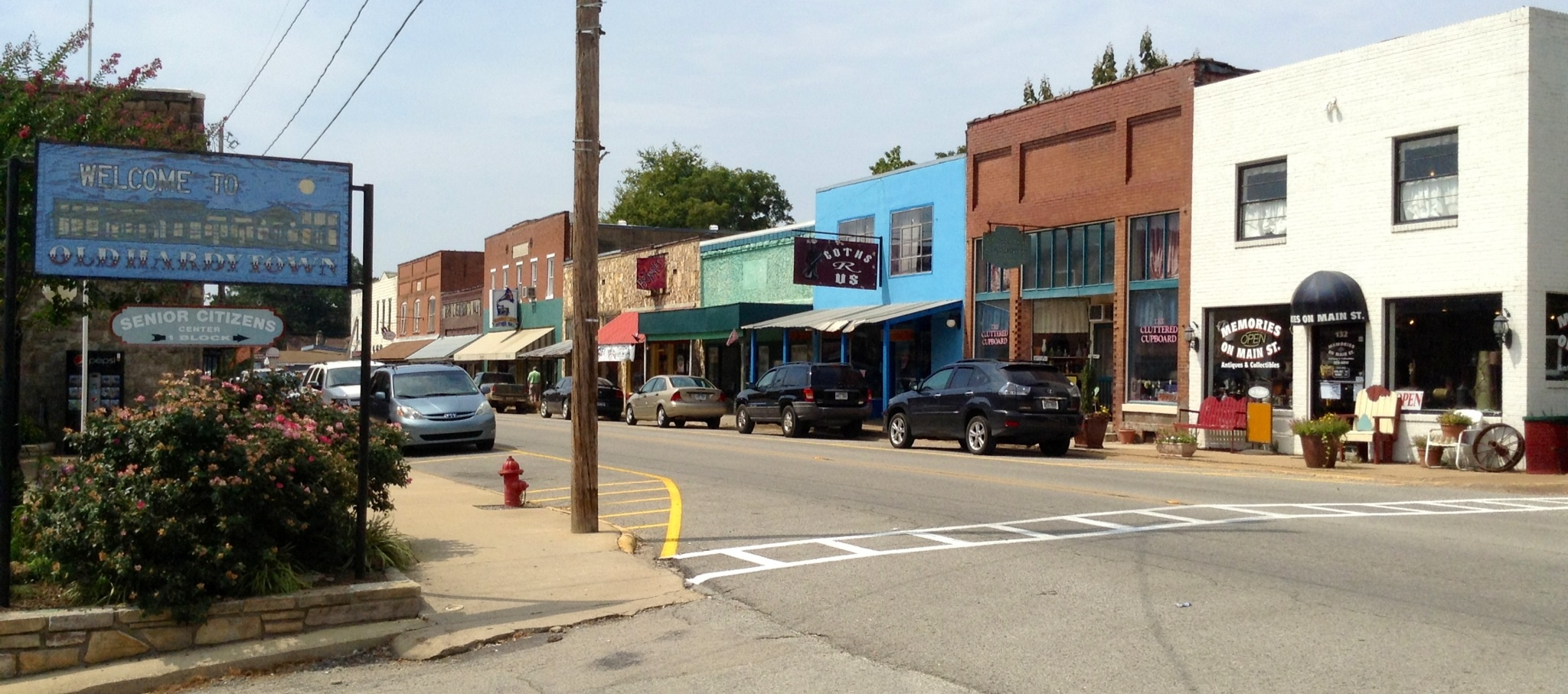
Centre-ville de Hardy